# پرسک آیل (مین)
پرسک آیل(به انگلیسی: Presque Isle) شهری در ایالت مین کشور ایالات متحده آمریکا است که جمعیت آن در سرشماری سال ۲۰۱۰ میلادی، ۹٬۶۹۲ نفر بوده‌است.

## نگارخانه

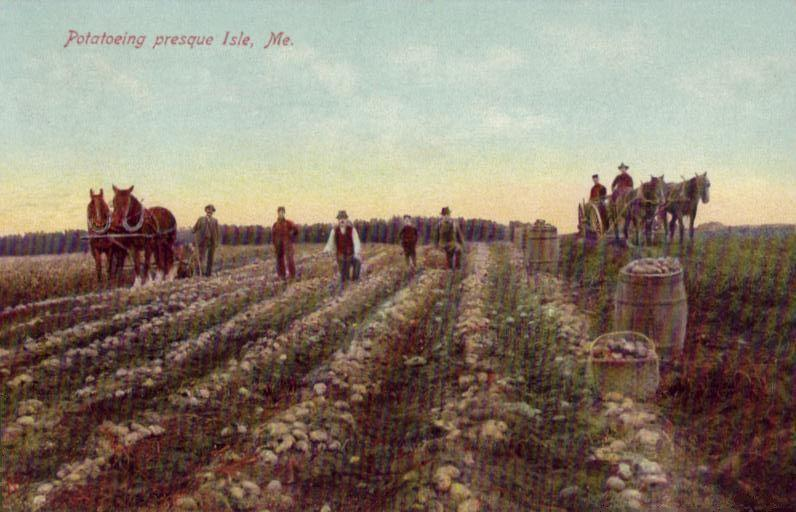
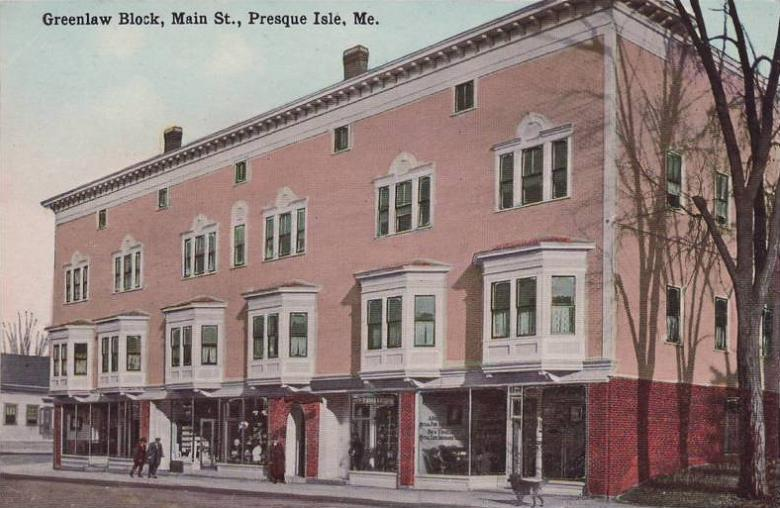
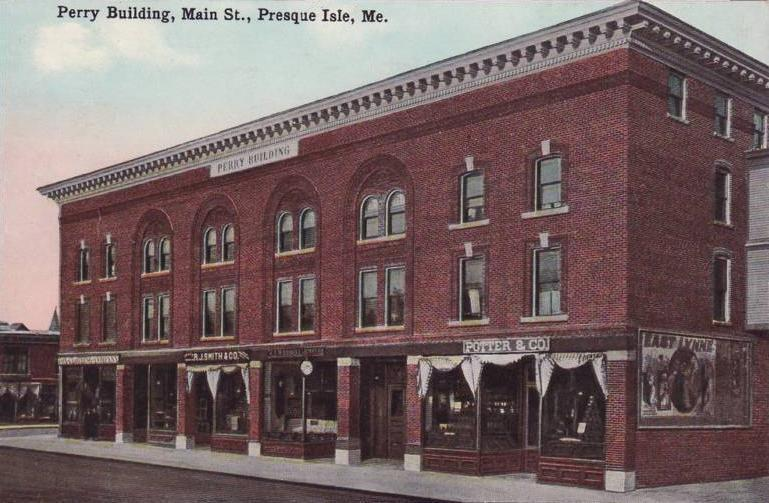
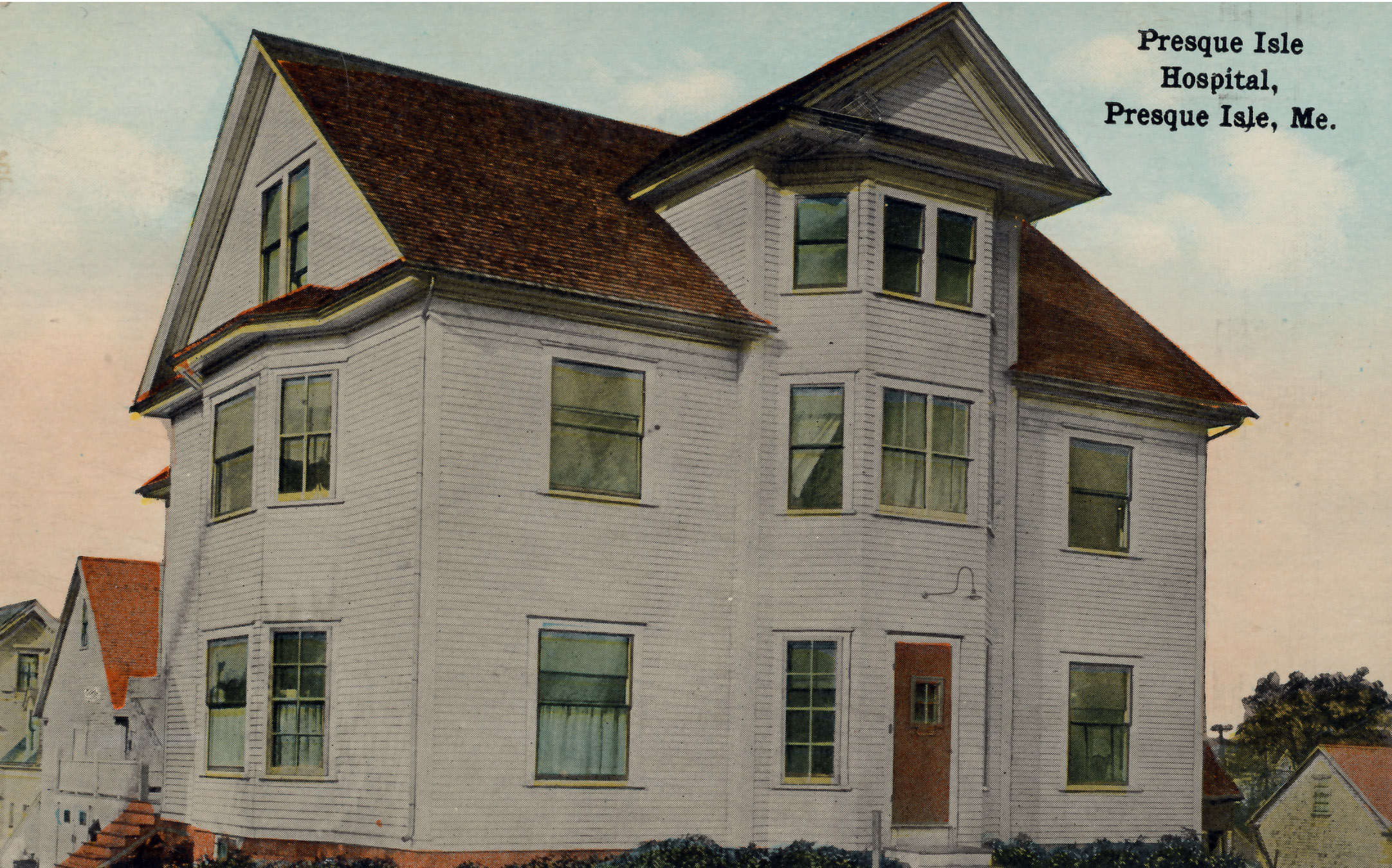